# Papa Meilland
Die dunkelrote Rosensorte Papa Meilland wurde vom französischen Rosenzüchter Alain Meilland 1963 eingeführt und ist Alains Vater Francis Meilland gewidmet. Gezüchtet wurde sie durch eine Kreuzung aus 'Chrysler Imperial' × 'Charles Mallerin'.
'Papa Meilland', 1988 als Weltrose ausgezeichnet, wird von vielen für die beste rote Teehybride gehalten. Die moderne Rose hat einen aufrechten Wuchs mit dunkelgrünem Laub und ist remontierend. Die eleganten Knospen öffnen sich zu edel geformten, samtig dunkelroten Blüten mit etwa 13 cm Durchmesser und 35 Blütenblättern. Nachdem die langstieligen, aufrecht stehenden Blüten einzeln erscheinen und sich lange halten, ergeben sie gute Schnittblumen.
Die Rose wurde mehrfach für ihren kräftigen, süßen Duft ausgezeichnet.

„Ihr Duft ist reich an Geraniol und Neroli, eine für die moderne Damaskus-Rose typische Eigenschaft. Sie hat zudem eine starke, frische grüne Note, die Süße des frischen Honigs und einen intensiven Duft.“

Der Rosenstrauch wird 90 bis 120 cm, mit Rankhilfe/Anbindung auch 180 cm hoch und erreicht einen Durchmesser von 60 bis 120 cm. 'Papa Meilland' ist bis zu −15 °C (USDA zone 7b) winterhart und kann für Mehltau anfällig sein.

## Auszeichnungen
- Gold Baden-Baden 1962
- Geneva Perfume Cup 1963
- Gamble Fragrance Award 1974
- Weltrose 1988
- Rosenduft-Wettbewerb 1995